# FRAM (dalekohled)
FRAM (Fotometrický Robotický Atmosférický Monitor – název má odkazovat na loď Fram) je označení pro robotické dalekohledy Fyzikálního ústavu Akademie věd ČR. Jejich primárním určením je sledování stavu zemské atmosféry nad observatořemi zkoumajícími kosmické záření. Ve volném pozorovacím čase mohou dalekohledy pozorovat různé astronomické objekty jako zákrytové dvojhvězdy, blízkozemní planetky či hledat komety.

## Charakteristika
Dalekohledy FRAM jsou umístěny v domcích, jejichž střechu lze velmi rychle odklopit. To je potřebné zejména při hledání optických protějšků gama záblesků nebo gravitačních vln.
První dalekohled FRAM byl nainstalován na astročásticové Observatoři Pierra Augera v Argentině v roce 2005. Jeho prvotním cílem bylo měření závislosti extinkce (rozptylu světla v atmosféře) na vlnové délce za účelem kalibrace dat pro fluorescenční detektory, které zde částice s vysokou energií sleduji a měří. Později byl program monitorování atmosféry rozšířen a dnes je hlavním cílem projektu analýza stavu atmosféry podél trajektorie pozoruhodných či anomálních spršek kosmického záření.
Původní dalekohled FRAM, umístěný na Los Leones (lokalita jednoho z fluorescenčních detektorů), byl několikrát upgradován tak, jak se měnily potřeby observatoře i dostupná technologie. V současnosti (rok 2025) se zde používají dva detekční systémy: 30cm zrcadlový dalekohled systému ODK (Optimised Dall-Kirkham) f/6,8 a menší 11cm dalekohled, který je ve skutečnosti teleobjektivem Nikkor 300/2.8. Oba jsou vybavené CCD kamerami G4 od české firmy Moravské přístroje (MI). V roce 2021 byl vybudován druhý FRAM v rámci Augeru, a to na lokalitě Coihueco – zde jsou nainstalovány dva identické teleobjektivy Canon 300/2.8, z nichž jeden je osazen tradiční CCD kamerou MI G4 a druhý CMOS kamerou MI C4 pro ověření aplikace této nové technologie.
Další tři dalekohledy FRAM sleduji stav atmosféry nad lokalitami, na nichž probíhá výstavba observatoře Cherenkov Telescope Array (CTA): jeden na ostrově La Palma na Kanárských ostrovech a dva v Chile na observatoři Paranal. U všech je hlavním detekčním systémem teleobjektiv 135/2 (Zeiss nebo Samyang) s kamerou MI G4, protože požadavky CTA vyžadují širší zorné pole; FRAM na La Palmě je navíc vybaven 25cm dalekohledem zapůjčeným od Astronomického ústavu AV ČR.

## Další využití

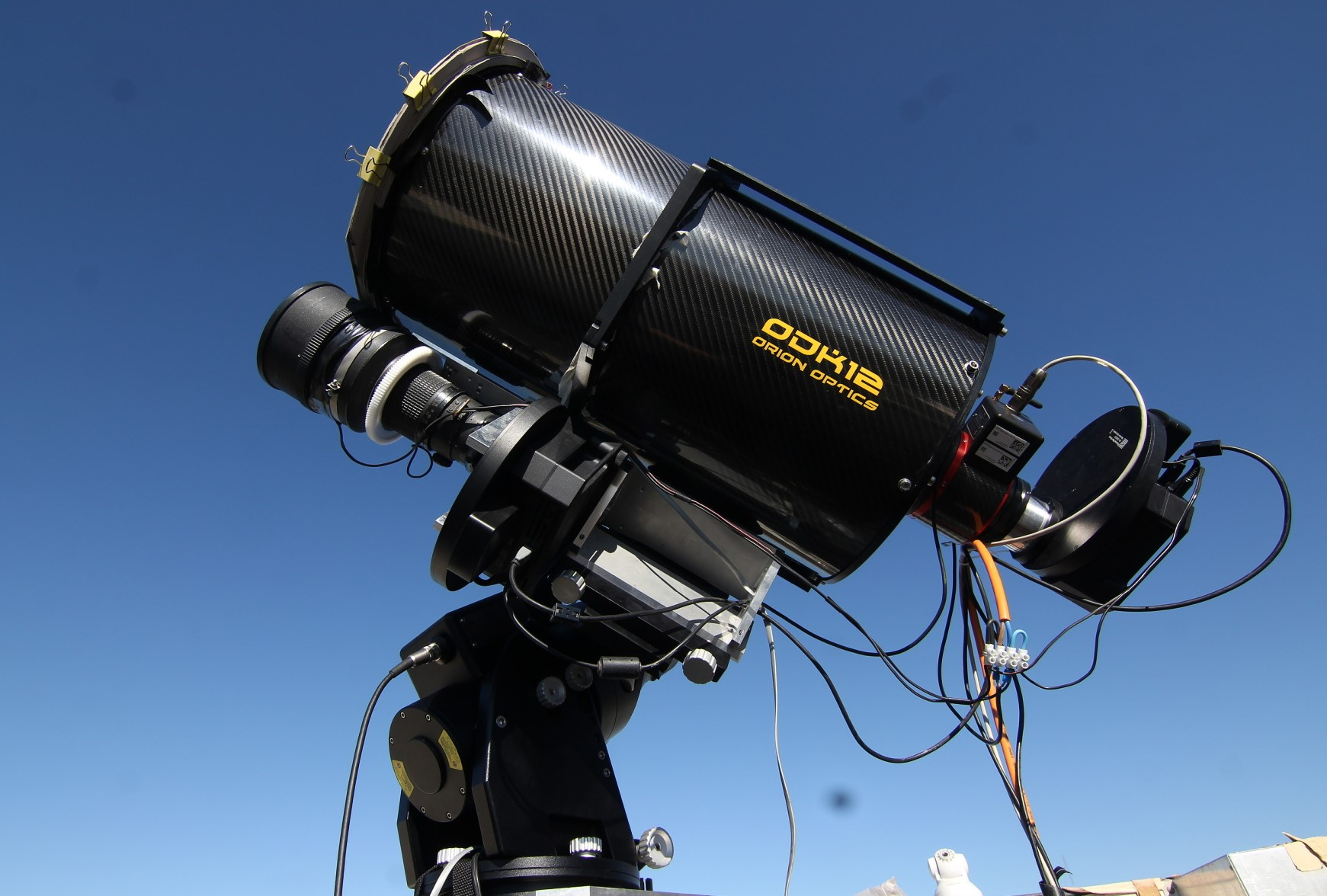
Dalekohled FRAM na Observatoři Pierra Augera v Argentině v lokalitě Los Leones

K zjišťování stavu atmosféry jsou dalekohledy potřebné jen po malou část noci. Větší část pozorovacího času je proto možné využít k pozorování „klasických“ astronomických objektů. Hodně času se věnuje zákrytovým dvojhvězdám nebo vícehvězdným zákrytovým systémům. Vzhledem ke svému robotickému ovládání, které je zcela automatizováno, se dalekohledy využívají i k sledování optických protějšků gama záblesků. První z nich pozoroval dalekohled FRAM již v roce 2006, měsíc po svém uvedení do provozu.
Nově se dalekohledy FRAM v zapojují i do projektu GRANDMA, kde se hledají optické protějšky událostí, které byly zaznamenány jako gravitační vlny.

### Komety a planetky
Menší část svého pozorovacího času věnuje FRAM astrometrii za účelem upřesnění drah nově objevených planetek i komet.
K hledání nových komet se dalekohled využívá jen zřídka. Přesto pomocí primárního dalekohledu FRAM na Observatoři Pierra Augera (v lokalitě Coihueco) objevil Martin Mašek 25. prosince 2024 kometu C/2024 Y1 (Mašek). Dalekohledem FRAM na observatoři Paranal v Chile pak byl tento objev potvrzen.